# UCI WorldTour de 2015
O UCI WorldTour 2015, é a quinta edição do máximo calendário ciclista a nível mundial.
Conta com 27 corridas, uma menos que na edição anterior. A única novidade é que não correr-se-á o Tour de Pequim, sendo sua última edição em 2014. O calendário começou a 20 de janeiro na Austrália com o Tour Down Under e finalizará a 4 de outubro na Itália com o Giro de Lombardía.

## Equipas (17)
Ver UCI ProTeam
A 4 de dezembro de 2014 a UCI anunciou as 16 equipas que fariam parte do World Tour. As mudanças com respeito à edição anterior foram a ascensão do IAM Cycling e o desaparecimento da Cannondale que se fundiu com a equipa Garmin-Sharp, enquanto as equipas Astana Team e Team Europcar ficaram pendentes de revisão por parte da Comissão de Licenças da UCI, a primeira pelos últimos casos de dopagem dentro da sua equipa e o segundo por problemas financeiros. A 10 de dezembro a Comissão de Licença excluía a Europcar que passava a ser de categoria Profissional Continental e admitia a Astana.
Em definitiva, as 17 equipas que fazem parte do UCI WorldTour e que têm a obrigação de participar em 27 provas do calendário são:

### Wild Cards
Além das dezassete equipas World Tour convidados automaticamente à cada carreira, os organizadores da cada uma das 27 carreiras World Tour podem conceder convites às equipas de categoria Profissional Continental. Para a selecção das equipas tem-se em conta vários critérios que vão desde o rendimento geral da equipa até a nacionalidade do mesmo.

## Corridas (27)

### Classificação por países
A classificação por países calcula-se somando os pontos dos cinco melhores corredores da cada país. Os países com o mesmo número de pontos classificam-se de acordo a seu corredor melhor classificado.

### Classificação por equipas
Esta classificação calcula-se somando os pontos dos cinco melhores corredores da cada equipa. Assim obtêm-se pontos no Campeonato Mundial Contrarrelógio por Equipas, contam-se para a classificação, sempre que esses pontos estejam entre as 5 melhores pontuações da esquadra. As equipas com o mesmo número de pontos classificam-se de acordo a seu ciclista melhor classificado.